# Aethioprocris congoensis
Aethioprocris congoensis là một loài bướm đêm trong họ Zygaenidae. Loài bướm đêm này phân bố ở Cộng hòa Dân chủ Congo.